# Lutz Ulbricht
Lutz Ulbricht (Berlín, 9 de noviembre de 1942-Kronberg im Taunus, 23 de diciembre de 2022) fue un deportista alemán que compitió para la RFA en remo.
Participó en dos Juegos Olímpicos de Verano en los años 1968 y 1972, obteniendo una medalla de oro en México 1968 en la prueba de ocho con timonel. Ganó dos medallas en el Campeonato Mundial de Remo, oro en 1966 y bronce en 1970, y una medalla de plata en el Campeonato Europeo de Remo de 1965 .

## Palmarés internacional
| Juegos Olímpicos   | Juegos Olímpicos          | Juegos Olímpicos  | Juegos Olímpicos   |
| Año                | Lugar                     | Medalla           | Prueba             |
| ------------------ | ------------------------- | ----------------- | ------------------ |
| 1968               | Ciudad de México (México) | Medalla de oro    | Ocho con timonel   |
| Campeonato Mundial |                           |                   |                    |
| Año                | Lugar                     | Medalla           | Prueba             |
| 1966               | Bled (Yugoslavia)         | Medalla de oro    | Ocho con timonel   |
| 1970               | St. Catharines (Canadá)   | Medalla de bronce | Dos sin timonel    |
| Campeonato Europeo |                           |                   |                    |
| Año                | Lugar                     | Medalla           | Prueba             |
| 1965               | Duisburgo (RFA)           | Medalla de plata  | Cuatro sin timonel |